# Partecipanti al Tour de Langkawi 2024
Elenco dei partecipanti al Tour de Langkawi 2024.
Il Tour de Langkawi 2024 è stato la ventottesima edizione della corsa. Alla competizione presero parte 18 squadre: 3 con licenza UCI World Tour 2024, 7 UCI ProTeam, 9 UCI Continental Team e 3 selezioni nazionali.
Partenza con 132 ciclisti accreditati.

## Corridori per squadra
Nota: R ritirato, NP non partito, FT fuori tempo, SQ squalificato
| EF Education-EasyPost               | EF Education-EasyPost         | EF Education-EasyPost         | Team DSM-Firmenich PostNL       | Team DSM-Firmenich PostNL        | Team DSM-Firmenich PostNL       | Astana Qazaqstan Team      | Astana Qazaqstan Team           | Astana Qazaqstan Team      |
| ----------------------------------- | ----------------------------- | ----------------------------- | ------------------------------- | -------------------------------- | ------------------------------- | -------------------------- | ------------------------------- | -------------------------- |
| N°                                  | Ciclista                      | Clas.                         | N°                              | Ciclista                         | Clas.                           | N°                         | Ciclista                        | Clas.                      |
| 1                                   | Simon Carr                    | FT 4ª                         | 11                              | Johan Dorussen                   | FT 4ª                           | 21                         | Anthon Charmig                  | 5°                         |
| 2                                   | Hugh Carthy                   | 49°                           | 12                              | Bjoern Koerdt                    | 50°                             | 22                         | Harold Martín López             | 10°                        |
| 3                                   | Stefan de Bod                 | 38°                           | 14                              | Enzo Leijnse                     | 86°                             | 23                         | Ide Schelling                   | 51°                        |
| 4                                   | Sean Quinn                    | 16°                           | 15                              | Niklas Märkl                     | 57°                             | 24                         | Rüdiger Selig                   | 80°                        |
| 5                                   | Yuhi Todome                   | 71°                           | 16                              | Max Poole                        | 1°                              | 25                         | Davide Toneatti                 | 19°                        |
| 6                                   | Jardi van der Lee             | 39°                           | 17                              | Casper van Uden                  | 52°                             | 26                         | Gleb Syrica                     | 76°                        |
| Tudor Pro Cycling Team              | Tudor Pro Cycling Team        | Tudor Pro Cycling Team        | Equipo Kern Pharma              | Equipo Kern Pharma               | Equipo Kern Pharma              | Burgos-BH                  | Burgos-BH                       | Burgos-BH                  |
| N°                                  | Ciclista                      | Clas.                         | N°                              | Ciclista                         | Clas.                           | N°                         | Ciclista                        | Clas.                      |
| 31                                  | Sebastian Kolze Changizi      | 73°                           | 41                              | Miguel Ángel Fernández           | 70°                             | 51                         | George Jackson                  | 69°                        |
| 32                                  | Arvid de Kleijn               | 81°                           | 42                              | Danny van der Tuuk               | 40°                             | 52                         | Antonio Angulo                  | NP 6ª                      |
| 33                                  | Simon Pellaud                 | 20°                           | 43                              | Jorge Gutiérrez                  | 8°                              | 53                         | Martín Rey                      | 30°                        |
| 34                                  | Rick Pluimers                 | 12°                           | 44                              | Ibon Ruiz                        | 7°                              | 54                         | Ander Okamika                   | 13°                        |
| 35                                  | Maikel Zijlaard               | 65°                           | 45                              | Unai Iribar                      | 3°                              | 55                         | José Manuel Díaz                | 6°                         |
| 36                                  | Nils Brun                     | 18°                           | 46                              | Pablo Carrascosa                 | 46°                             | 56                         | Mario Aparicio                  | 21°                        |
| VF Group-Bardiani CSF-Faizanè       | VF Group-Bardiani CSF-Faizanè | VF Group-Bardiani CSF-Faizanè | Team Polti Kometa               | Team Polti Kometa                | Team Polti Kometa               | Euskaltel-Euskadi          | Euskaltel-Euskadi               | Euskaltel-Euskadi          |
| N°                                  | Ciclista                      | Clas.                         | N°                              | Ciclista                         | Clas.                           | N°                         | Ciclista                        | Clas.                      |
| 61                                  | Lorenzo Conforti              | R 3ª                          | 71                              | Paul Double                      | 15°                             | 81                         | Mikel Bizkarra                  | 9°                         |
| 62                                  | Davide Gabburo                | 31°                           | 72                              | Germán Darío Gómez               | 54°                             | 82                         | Andoni López de Abetxuko        | 42°                        |
| 63                                  | Luca Paletti                  | 44°                           | 73                              | David Martín                     | 75°                             | 83                         | Xavier Cañellas                 | 11°                        |
| 64                                  | Mattia Pinazzi                | 82°                           | 74                              | Andrea Pietrobon                 | 17°                             | 84                         | Iker Bonillo                    | 53°                        |
| 65                                  | Manuele Tarozzi               | 25°                           | 75                              | Manuel Peñalver                  | 64°                             | 85                         | Víctor de la Parte              | 29°                        |
| 66                                  | Alex Tolio                    | 22°                           | 76                              | Fernando Tercero                 | 4°                              | 86                         | Joan Bou                        | 23°                        |
| Corratec Vini Fantini               | Corratec Vini Fantini         | Corratec Vini Fantini         | Terengganu Cycling Team         | Terengganu Cycling Team          | Terengganu Cycling Team         | JCL Team Ukyo              | JCL Team Ukyo                   | JCL Team Ukyo              |
| N°                                  | Ciclista                      | Clas.                         | N°                              | Ciclista                         | Clas.                           | N°                         | Ciclista                        | Clas.                      |
| 91                                  | Valerio Conti                 | 14°                           | 101                             | Nur Amirul Fakhruddin Mazuki     | 88°                             | 111                        | Yuma Koishi                     | 33°                        |
| 92                                  | Alexandre Balmer              | FT 4ª                         | 102                             | Harrif Saleh                     | FT 4″                           | 112                        | Manabu Ishibashi                | 24°                        |
| 93                                  | Valentin Darbellay            | 27°                           | 103                             | Nur Aiman Rosli                  | 48°                             | 113                        | Nariyuki Masuda                 | 36°                        |
| 94                                  | Giulio Masotto                | FT 4ª                         | 104                             | Muhammad Nur Aiman Mohd Zariff   | 41°                             | 114                        | Thomas Pesenti                  | 2°                         |
| 95                                  | Etienne van Empel             | 26°                           | 105                             | Anatolij Budjak                  | 28°                             | 115                        | Matteo Malucelli                | 63°                        |
| 96                                  | Jakub Mareczko                | FT 4ª                         | 106                             | Andreas Miltiadis                | 37°                             | 116                        | Giovanni Carboni                | NP 5ª                      |
| Li-Ning Star Cycling Team           | Li-Ning Star Cycling Team     | Li-Ning Star Cycling Team     | HKSI Pro Cycling Team           | HKSI Pro Cycling Team            | HKSI Pro Cycling Team           | ARA Skip Capital           | ARA Skip Capital                | ARA Skip Capital           |
| N°                                  | Ciclista                      | Clas.                         | N°                              | Ciclista                         | Clas.                           | N°                         | Ciclista                        | Clas.                      |
| 121                                 | Cristian Raileanu             | 32°                           | 131                             | Tsun Wai Chu                     | R 3ª                            | 141                        | Tyler Tomkinson                 | FT 4ª                      |
| 122                                 | Luke Mudgway                  | 66°                           | 132                             | Yin Ching Mow                    | 91°                             | 142                        | Oliver Bleddyn                  | NP 3ª                      |
| 123                                 | Junqi Shao                    | 84°                           | 133                             | Pak Hang Ng                      | R 4ª                            | 143                        | Lachlan Miller                  | 74°                        |
| 124                                 | Yikui Niu                     | 97°                           | 134                             | Sum Lui Ng                       | FT 4ª                           | 144                        | Blake Agnoletto                 | 77°                        |
| 125                                 | Alexei Shnyrko                | 89°                           | 135                             | Kai Kwong Tso                    | 102°                            | 145                        | Joshua Cranage                  | 58°                        |
| 126                                 | Wentao Sun                    | 96°                           | 136                             | Chun Kin Lai                     | FT 4ª                           | 146                        | Ngai Chung Ki                   | FT 4ª                      |
| Nusantara Cycling Team              | Nusantara Cycling Team        | Nusantara Cycling Team        | Hengxiang Cycling Team          | Hengxiang Cycling Team           | Hengxiang Cycling Team          | Malaysia Pro Cycling       | Malaysia Pro Cycling            | Malaysia Pro Cycling       |
| N°                                  | Ciclista                      | Clas.                         | N°                              | Ciclista                         | Clas.                           | N°                         | Ciclista                        | Clas.                      |
| 151                                 | Muhammah Imam Arifin          | 90°                           | 161                             | Yongbing Gao                     | 61°                             | 171                        | Zawawi Muhamad Azman            | 60°                        |
| 152                                 | Muhmmad Ridwan                | 85°                           | 162                             | Muhamad Iqbal Daniel Mohd Nawawi | 93°                             | 172                        | Zulfikri Zulkifli               | 55°                        |
| 153                                 | Ilham Dzikri Ramadhan         | 72°                           | 163                             | Kirill Malkov                    | 43°                             | 173                        | Muhammad Syawal Mazlin          | 47°                        |
| 154                                 | Astnan Maulana                | FT 4ª                         | 164                             | Timofei Ivanov                   | R 1ª                            | 174                        | Muhammad Fahmi Khairul          | FT 4ª                      |
| 155                                 | Zulhelmi Zainal               | FT 4ª                         | 165                             | Māris Bogdanovičs                | 79°                             | 175                        | Ahmad Syazrin Awang Ilah        | 95°                        |
| 156                                 | Maral-Erdene Batmunkh         | FT 4ª                         | 166                             | Andris Vosekalns                 | FT 4ª                           | 176                        | Mohamad Izzat Hilmi Abdul Halil | FT 4ª                      |
| Aisan Racing Team                   | Aisan Racing Team             | Aisan Racing Team             | Selezione nazionale thailandese | Selezione nazionale thailandese  | Selezione nazionale thailandese | Selezione nazionale malese | Selezione nazionale malese      | Selezione nazionale malese |
| N°                                  | Ciclista                      | Clas.                         | N°                              | Ciclista                         | Clas.                           | N°                         | Ciclista                        | Clas.                      |
| 181                                 | Hayato Okamoto                | 83°                           | 191                             | Peerapol Chawchiangkwang         | 94°                             | 201                        | Muhammad Yusri Shaari           | 98°                        |
| 182                                 | Keigo Kusaba                  | 34°                           | 192                             | Sarawut Sirironnachai            | 67°                             | 202                        | Abdul Azim Aliyas               | FT 4ª                      |
| 183                                 | Hayato Tobaru                 | 99°                           | 193                             | Thanakhan Chaiyasombat           | 35°                             | 203                        | Muhamad Afiq Husaine Othman     | 78°                        |
| 184                                 | Masahiro Ishigami             | 68°                           | 194                             | Navuti Liphongyu                 | 59°                             | 204                        | Mohd Elmi Jumari                | NP 3ª                      |
| 185                                 | Kohiro Hatsukawa              | 101°                          | 195                             | Ratchanon Yaowarat               | NP 3ª                           | 205                        | Muhsin Al Redha Misbah          | 62°                        |
| 186                                 | Shinnosuke Kato               | 103°                          | 196                             | Noppachai Klahan                 | 100°                            | 206                        | Ren Bao Tsen                    | 56°                        |
| Selezione nazionale delle Filippine |                               |                               |                                 |                                  |                                 |                            |                                 |                            |
| N°                                  | Ciclista                      | Clas.                         |                                 |                                  |                                 |                            |                                 |                            |
| 211                                 | Ronald Oranza                 | FT 4ª                         |                                 |                                  |                                 |                            |                                 |                            |
| 212                                 | Marcelo Felipe                | 45°                           |                                 |                                  |                                 |                            |                                 |                            |
| 213                                 | Joshua Pascua                 | FT 4ª                         |                                 |                                  |                                 |                            |                                 |                            |
| 214                                 | Junrey Janjan Navarra         | 92°                           |                                 |                                  |                                 |                            |                                 |                            |
| 215                                 | Jan Paul Montealegre Morales  | NP 3ª                         |                                 |                                  |                                 |                            |                                 |                            |
| 216                                 | Jude Gabriel Francisco        | 87°                           |                                 |                                  |                                 |                            |                                 |                            |